# Route 475 (Nouveau-Brunswick)
Pour les articles homonymes, voir Route 475.
La route 475 est une route locale du Nouveau-Brunswick située dans l'est de la province, dans la région de Bouctouche. Elle mesure environ 17 kilomètres, et est pavée sur toute sa longueur. Elle fait partie de la Route du littoral acadien et dessert notamment les villes et villages majoritairement acadiens du Nouveau-Brunswick.

## Tracé

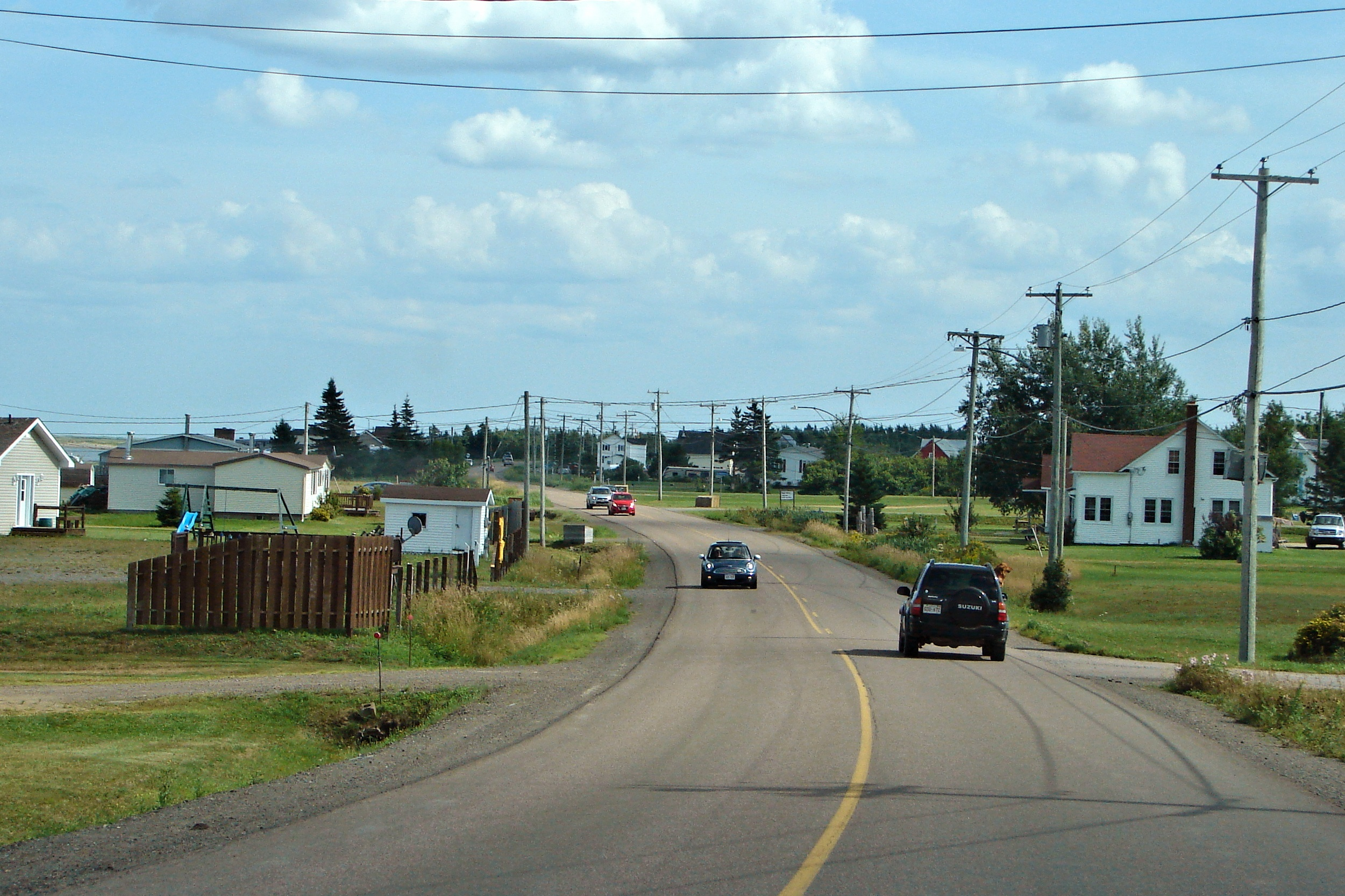
Route 475 à Saint-Edouard-de-Kent

La 475 débute dans le centre de Bouctouche, comme la continuité des routes 134 et 515, soit le boulevard Irving. Elle commence par être nommée chemin du Couvent, en suivant la baie de Bouctouche. Elle passe près de quelques sites touristiques, tel que le musée de Kent et les phares des Pointes à Jérôme.
La 475 prend ensuite une orientation nord-ouest en suivant la côte du détroit de Northumberland, en passant près du site touristique de la d'une de Bouctouche, puis en traversant Saint-Édouard-de-Kent. À Chockpish, elle bifurque vers l'ouest pour suivre la rivière Chockpish, puis elle se termine à Sainte-Anne-de-Kent, à la jonction avec la route 505. 

## Intersections principales
| Route 475     |                     |      |                                                              |                           |
| Comté         | Location            | km   | Intersection/Destinations                                    | Notes                     |
| Comté de Kent | Bouctouche          | 0    | R-134, vers R-515, Boisjoli, Saint-François-de-Kent, Shédiac | extrémité sud de la 475   |
| Comté de Kent | Village-Saint-Croix | 7    | Chemin Perry ouest, Saint-Pierre-de-Kent                     |                           |
| Comté de Kent | Sainte-Anne-de-Kent | 16,6 | R-505 nord, Cap-Lumière                                      | Extrémité ouest de la 475 |